# Expresión de género

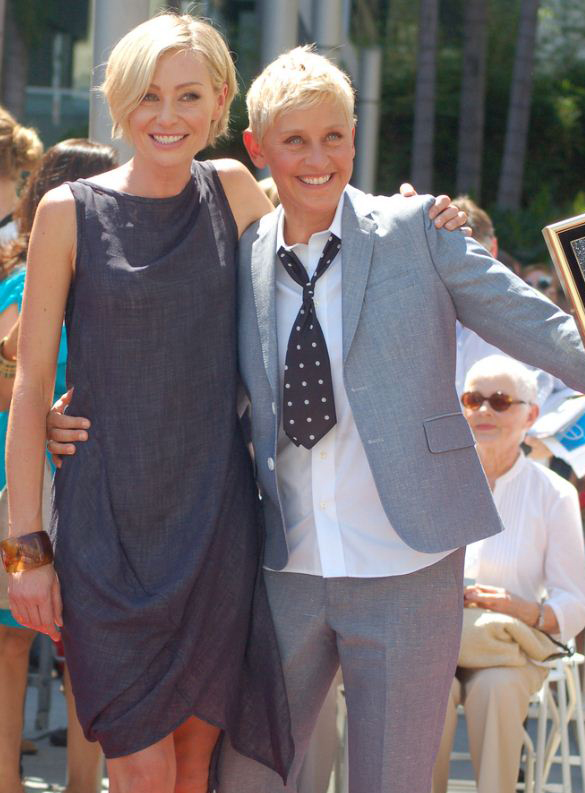
La superpareja lésbica Portia de Rossi (izquierda) y Ellen DeGeneres (derecha). La expresión de género de De Rossi exhibe las características de una femme (o lipstick lesbian), mientras que la de DeGeneres es propia de los de una soft butch.

La expresión de género es la apariencia, el comportamiento, la actitud y los gestos de una persona, los cuales pueden estar asociados con el género en un contexto cultural particular, concretamente en torno a las categorías de masculinidad y feminidad. Esto también incluye los llamados roles de género. La expresión de género constituye uno de los elementos de la identidad sexual, junto al sexo biológico, la identidad de género y la orientación sexual.

## Definiciones
La expresión de género es el conjunto de elementos externos que una persona utiliza para expresar su género, sea de forma normativa o no normativa. Aunque esta no depende de la orientación sexual, sí que está directamente condicionada por ella debido a los estereotipos sexuales. Mientras que una expresión de género normativa es acorde con la identidad de género del individuo, una expresión de género no normativa no suele concordar nunca lo suficiente con dicha identidad de género. Según esto, quienes tienen una expresión de género que no es acorde con su identidad de género se denominan individuos de género no conforme (GNC). Entre hombres y niños, son GNC aquellos con una expresión de género afeminada y, entre mujeres y niñas, aquellas que muestran una expresión de género masculina, independientemente de si su orientación es heterosexual u homosexual. 
En este sentido, dentro de la comunidad lésbica se suele distinguir entre 'lesbianas femeninas' (femme) y 'lesbianas masculinas' (butch), del mismo modo que en la comunidad gay se diferencia entre homosexuales masculinos y afeminados. La interpretación errónea de estas expresiones provoca la creación de estereotipos que a menudo son nocivos, como la identificación de la butch como 'el hombre de la relación' o la creencia de que el afeminado debe ser necesariamente el que adopta el rol pasivo en la cama. Dentro de la comunidad LGBT y en relación estrecha con la atracción sexual, también destacan las expresiones de género de las comunidades de osos (hombres maduros de cuerpo fornido y con abundante vello facial y corporal), twinks (hombres lampiños que apenas han superado la mayoría de edad) o leathers (personas atraídas por el uso de objetos de cuero negro), entre otras.
Cuando la expresión de género de un individuo no encaja parcial o totalmente dentro de la lógica del binarismo de género, este suele incluirse en la comunidad queer. Una persona será andrógina si esta falta de encaje es parcial, debido a que el género se ubica en un punto intermedio e indefinido entre la masculinidad y la feminidad. Por el contrario, esta será cuirgénero (genderqueer) si la falta de encaje en el género es total porque, además de tener una identidad de género no normativa, tampoco se identifica con ninguna expresión de género normativa.

Bandera del género no conforme[10] (GNC)
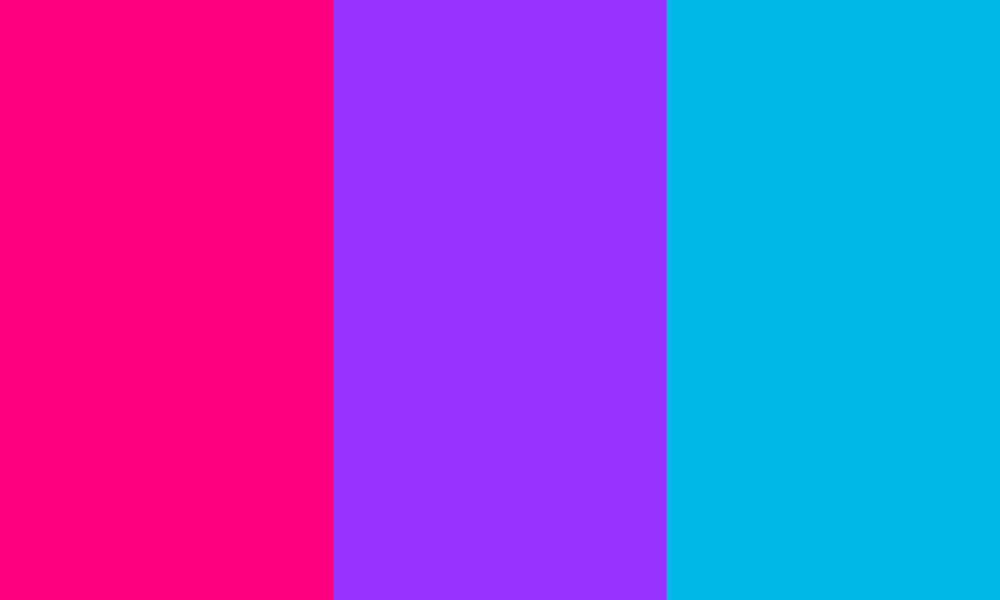
Bandera del orgullo andrógino
Bandera cuirgénero[12]
Bandera del lesbianismo femenino[13] (femme)
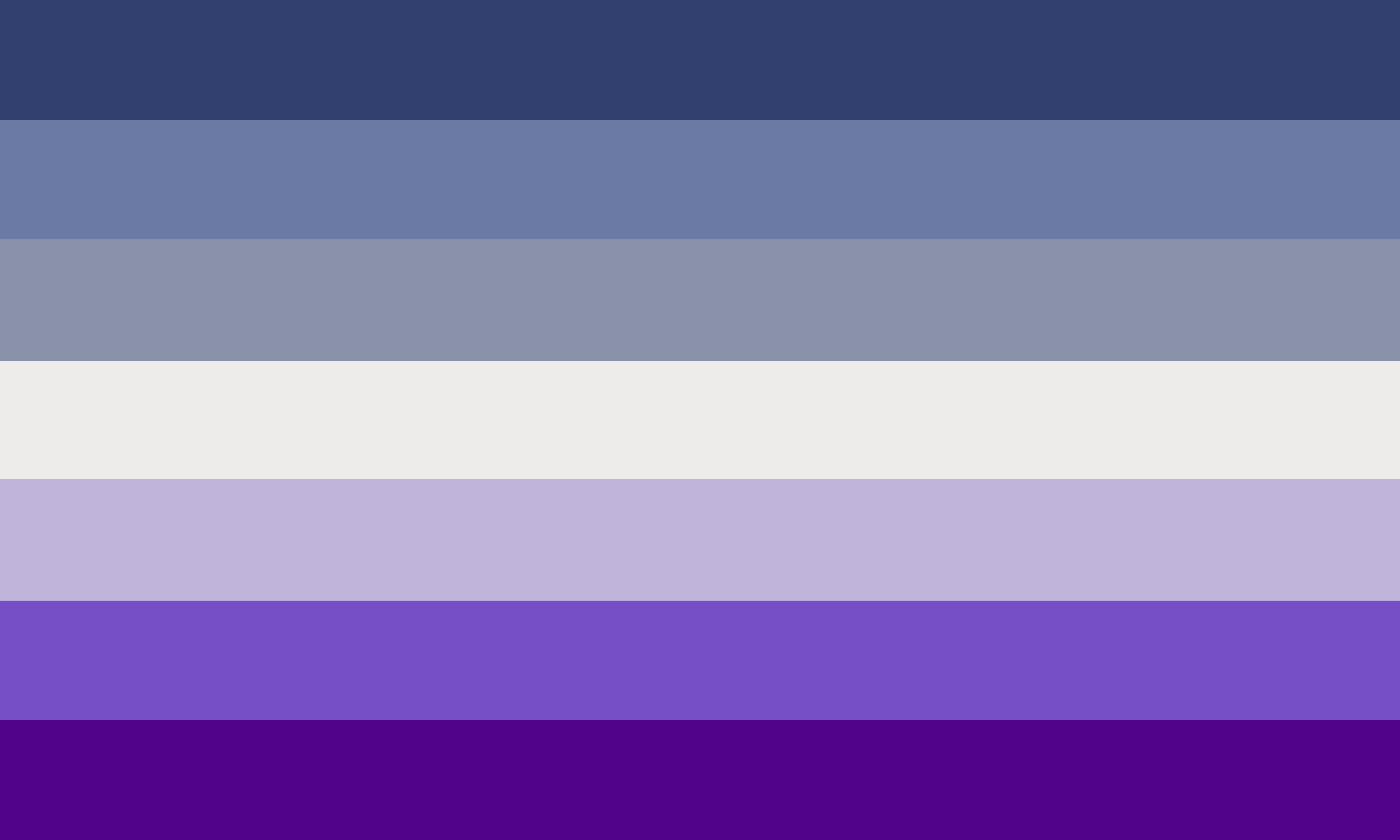
Bandera del lesbianismo masculino[14] (butch)
Bandera de la comunidad de osos[15]
Bandera de la comunidad twink[16]
Bandera de la comunidad leather

## Confusión entre expresión de género y orientación sexual
Si bien la expresión de género no se relaciona necesariamente con la sexualidad, a menudo se suele entender de forma estereotipada que si una mujer tiene una expresión de género masculina es lesbiana y que si un hombre tiene una expresión de género femenina es homosexual. Estas creencias pueden llevar a las personas a malinterpretar la sexualidad de un individuo en función de cual sea su expresión de género. La autora y ocasional periodista norteamericana Stacey Horn determinó que los adolescentes homosexuales que no adoptan una expresión de género acorde a su género asignado reciben una menor aceptación por parte de la sociedad, soportando debido a ello un mayor acoso social y una mayor discriminación. La Teoría de la Matriz Heterosexual de Judith Butler postula que las personas a menudo asumen la sexualidad de alguien basándose en su expresión de género. La pensadora política norteamericana Lisa Disch explica por qué las personas tienden a asumir la expresión de género según cuál sea su sexo y su sexualidad, pues la base de las relaciones humanas parten siempre de estereotipos.